# Roland Junck

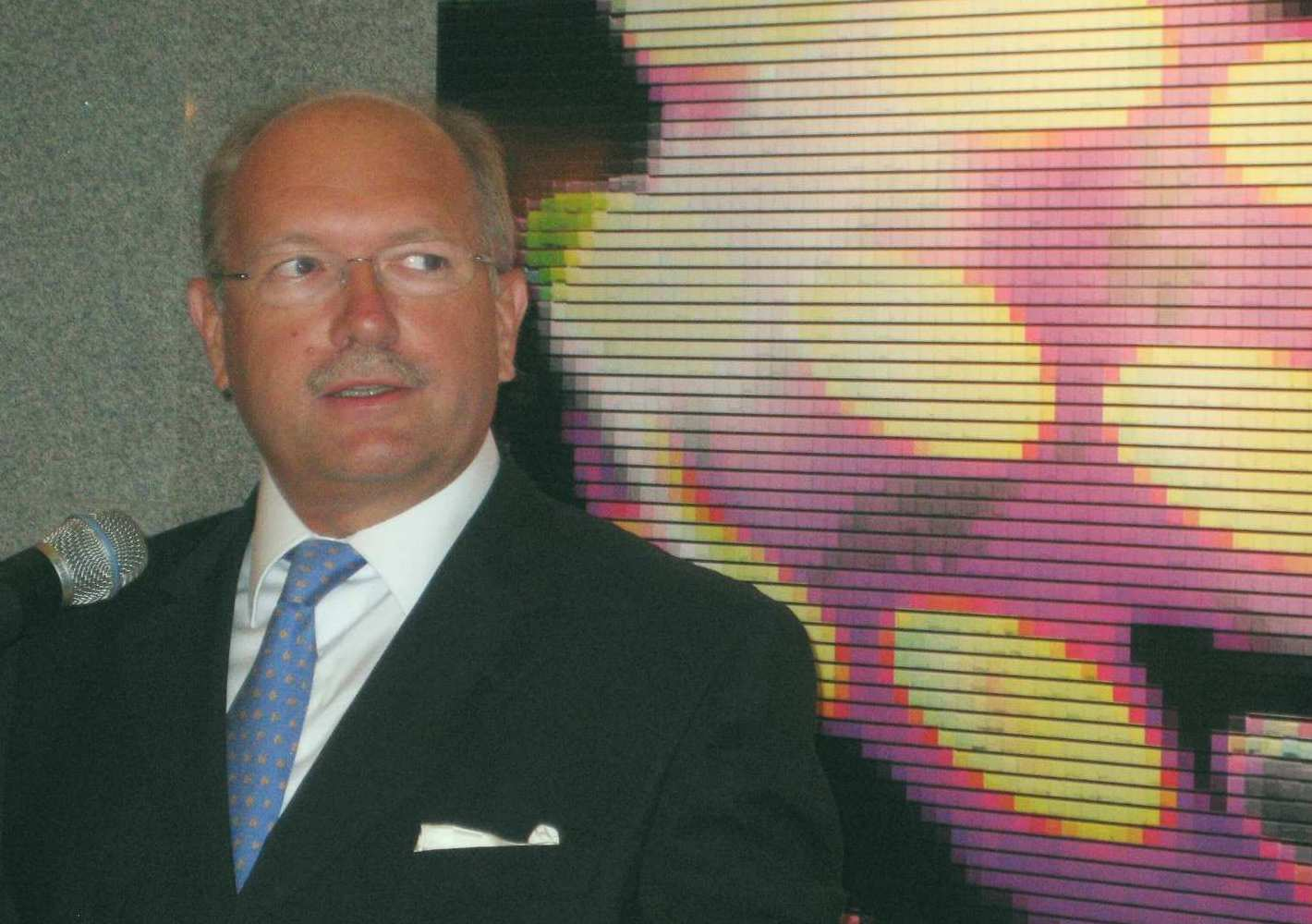
Roland Junck 2008

Roland Junck (* 10. November 1955 in Esch an der Alzette) ist ein Luxemburger Ingenieur und Manager. Er war der erste Vorstandsvorsitzende von ArcelorMittal, dem weltweit größten Stahlproduzenten, der in den Jahren 2006 bis 2007 aus der Mittal Steel Company und Arcelor hervorging.

## Beruflicher Werdegang
Junck studierte an der ETH Zürich und hat einen MBA der Sacred Heart University. Seine Karriere in der Stahlbranche begann er 1980 bei der Arbed in Düdelingen, 1985 wechselte er nach Schifflingen. 1993 wurde er Generalmanager der Trefil Arbed in Bissen und 1996 Generaldirektor. 1998 wurde er Senior Vice President von Aceralia. Nach der Fusion 2002 mit Arbed und Usinor zur Arcelor wurde er im neuen Unternehmen Senior Executive Vice President und zuständig für den Geschäftsbereich Langstahlproduktion. Nachdem Arcelor mit der Mittal Steel Company zur ArcelorMittal fusioniert hatte, war er vom 4. August 2006 bis zum 6. November 2006 der erste Vorsitzende des transnationalen Stahlkonzerns. Sein Nachfolger wurde Lakshmi Mittal.
Von Januar 2009 bis November 2014 war er geschäftsführendes Mitglied des Aufsichtsrates der Firma Nyrstar NV.
Seit Juni 2016 ist Roland Junck Verwaltungsratspräsident von British Steel.

## Persönliches
Roland Junck ist verheiratet und hat zwei Kinder. Er lebt in Zürich. Er interessiert sich für Pferdekutschen und klassische Fahrzeuge. Junck ist außerdem begeisterter Fotograf. 2002 zeigte eine Ausstellung im Schlosspark von Esch Fotografien Juncks aus dem Stahlbereich. Sie lief unter dem Motto „Die Ästhetik des Stahls“.